# Variabile Beta Lyrae

Animazione che mostra come la curva di luce di un sistema binario cambi mentre orbitano.

Le Variabili Beta Lyrae sono un tipo di stelle doppie molto vicine. La loro luminosità totale è variabile perché le due componenti orbitano l'una intorno all'altra eclissandosi periodicamente. Le due componenti di un sistema Beta Lyrae sono molto pesanti (diverse masse solari ognuna) e grandi (giganti o supergiganti). Sono inoltre così vicine che la loro forma è drasticamente distorta dalla reciproca forza di gravità: hanno una forma ellittica e c'è una grande quantità di materia che fluisce da una componente all'altra.

## Scambio di materia
Gli scambi di materia avvengono perché, nel corso della sua evoluzione, una delle stelle diventa una gigante o una supergigante. Queste stelle di grosse dimensioni possono facilmente perdere massa, dato che la forza gravitazionale alla loro superficie è debole, sicché il gas si allontana con facilità (tramite il cosiddetto vento stellare). Nelle binarie strette, come i sistemi Beta Lyrae, questa perdita di massa è rinforzata dal fatto che, quando la stella gigante si gonfia, essa raggiunge il suo lobo di Roche, cioè l'insieme di punti oltre il quale gli strati esterni di una stella finiscono per cadere sull'altra.
Nei sistemi binari la stella più massiccia generalmente evolve per prima in una gigante o supergigante. La sua perdita di massa è tale che in un tempo relativamente molto breve (meno di mezzo milione di anni) questa stella diventa la meno massiccia delle due, pur essendo inizialmente la più massiccia. Parte della sua massa è trasferita alla compagna, il resto è perduto nello spazio.

## Curva di luce
Le curve di luce delle variabili Beta Lyrae sono molto dolci: le eclissi iniziano e finiscono in modo molto graduale. Ciò è dovuto ai flussi di massa fra le due componenti che avvolgono entrambe le stelle in una atmosfera comune. L'ampiezza della variazione di luminosità è in molti casi meno di una magnitudine; l'ampiezza più grande conosciuta è 2,3 magnitudini (V480 Lyrae).
Il periodo della variazione di luminosità è molto regolare. Esso è determinato dal periodo del moto di rivoluzione, il tempo impiegato dalle due componenti per orbitare l'una intorno all'altra. Di solito è breve, un giorno o pochi giorni. Il periodo più breve conosciuto è 0,29 giorni (QY Hydrae); il più lungo è 198,5 giorni (W Crucis). Nei sistema Beta Lyrae con periodi più lunghi di 100 giorni, una delle due componenti è generalmente una supergigante.
I sistemi Beta Lyrae sono talvolta considerati un sottotipo delle variabili Algol; tuttavia le curve di luce sono differenti essendo le eclissi delle variabili Algol molto più definite. Inoltre, i sistemi Beta Lyrae assomigliano alle variabili W Ursae Majoris. Tuttavia queste ultime sono sistemi in cui le componenti sono ancora più vicine (tanto da essere binarie a contatto) e meno pesanti delle componenti dei sistemi Beta Lyrae (circa una massa solare)

## Esempi di variabili Beta Lyrae
Il prototipo delle variabili Beta Lyrae è la stella β Lyrae, chiamata anche Sheliak. La sua variabilità fu scoperta nel 1784 da John Goodricke.
Sono conosciute quasi un migliaio di variabili Beta Lyrae: l'edizione del 2003 del General Catalogue of Variable Stars ne elenca 835 (2,2% di tutte le stelle variabili). 
Qui sotto sono riportati i dati delle dieci variabili Beta Lyrae più brillanti.
| Stella                                                                                          | Tipo*    | periodo (giorni) | Magnitudine apparente (max, min) | Classificazione     | distanza (anni luce) |
| ----------------------------------------------------------------------------------------------- | -------- | ---------------- | -------------------------------- | ------------------- | -------------------- |
| ζ And                                                                                           | EB/GS/RS | 17,7695          | 3,92-4,14                        | K1II-III            | 181                  |
| UW CMa                                                                                          | ~EB/KE   | 4,393407         | 4,84-5,33                        | O7Iafp+OB           | ~3000                |
| τ CMa                                                                                           | EB       | 1,28             | 4,32-4,37                        | O9Ib                | ~3000                |
| β Lyr (prototipo)                                                                               | EB       | 12,913834        | 3,25-4,36                        | B8II-IIIep          | 880                  |
| δ Pic                                                                                           | ~EB/D    | 1,672541         | 4,65-4,90                        | B3III+O9V           | 1700                 |
| V Pup                                                                                           | EB/SD    | 1,4544859        | 4,35-4,92                        | B1Vp+B3             | 1200                 |
| PU Pup                                                                                          | EB       | 2,57895          | 4,69-4,75                        | B9                  | 550                  |
| υ Sgr                                                                                           | EB/GS    | 137,939          | 4,53-4,61                        | B8pI+O9V ? (o F2p?) | ~1700                |
| μ1 Sco                                                                                          | EB/SD    | 1,44626907       | 2,94-3,22                        | B1,5V+B6,5V         | 800                  |
| π Sco                                                                                           | EB       | 1,57             | 2,82-2,85                        | B1V+B2V             | 460                  |
| *) EB = variabile Beta Lyrae; per gli altri codici si veda: General Catalogue of Variable Stars |          |                  |                                  |                     |                      |